# Palle Steffensen
Palle Steffensen (født 1965) er en dansk journalist. 
Steffensen har tidligere været kanalchef for DR1, medlem af chefredaktionen i DR Nyheder og redaktionschef for TV Avisen. Han har også været udviklingsredaktør på TV 2 Nyhederne og producent på Operation X. I dag er han selvstændig med egen kommunikationsvirksomhed og underviser desuden ved journalistuddannelserne på Roskilde Universitet, Syddansk Universitet og Danmarks Journalisthøjskole.
Palle Steffensen er storebror til Mads Steffensen der er studievært på P3, og Mark Steffensen der er indlandsredaktør i DR Nyheder.